# دونالد بيركهارت
دونالد بيركهارت هو سياسي أمريكي، ولد في 4 سبتمبر 1948. نشط حزبياً في الحزب الجمهوري. وقد انتخب عضو مجلس نواب وايومنغ ‏.